# Iván Piris
Iván Rodrigo Piris (Itauguá, 11 maart 1989) is een Paraguayaans voetballer die doorgaans als rechtsback speelt. Hij verruilde Udinese in juli 2016 voor Monterrey. Piris debuteerde in 2011 in het Paraguayaans voetbalelftal.

## Clubcarrière
Piris voetbalde in Paraguay voor Cerro Porteño en Deportivo Maldonado. Hij werd in 2011 uitgeleend aan São Paulo. Op 1 augustus 2012 bereikte AS Roma de Romeinen een akkoord met Deportivo Maldonado om de rechtsachter oor één jaar te huren. AS Roma betaalde een miljoen euro voor de huur en bedong een aankoopoptie voor 4 miljoen euro.

## Interlandcarrière
Piris debuteerde op 3 juni 2011 in het Paraguayaans voetbalelftal, in een wedstrijd in de strijd om de Copa América tegen Ecuador.
1 Pozos ·
2 Velázquez ·
3 Torres ·
4 Mosquera ·
5 Navarro ·
6 Tesillo ·
7 López ·
9 González · 
10 Montes ·
11 Moreno ·
12 J. Rodríguez ·
13 Mejía ·
15 Durán ·
16 Meneses ·
17 Boselli  · 
18 Aquino ·
19 Díaz ·
20 Mascorro ·
21 Cerato ·
22 Herrera ·
23 Cornejo ·
24 O. Rodríguez ·
25 Yarbrough ·
27 Calero ·
30 Cota ·
31 C. González ·
35 I. González ·
Coach: Ambríz
1 Villar ·
2 Piris ·
3 M. Cáceres ·
4 P. Aguilar ·
5 B. Valdez ·
6 Molinas ·
7 Bobadilla ·
8 Barrios ·
9 Santa Cruz ·
10 González ·
11 Benítez ·
12 Silva ·
13 Samudio ·
14 da Silva ·
15 V. Cáceres ·
16 Aranda ·
17 Romero ·
18 N. Valdez ·
19 Balbuena ·
20 Martínez ·
21 Ortigoza ·
22 A. Aguilar ·
23 Ortiz ·
Coach: Díaz